# سلفادوكسين
سلفادوكسن سلفادوكسين سولفادوكسن Sulfadoxine هو سلفوناميد مطول التأثير بشكل كبير وفائق، غالبا ما تستخدم بالمشاركة مع البيريميثامين لعلاج أو منع الملاريا ونظرا إلى ارتفاع مستويات المقاومة، لم يعد يوصى باستخدامه بشكل روتيني.

## الاستخدام الطبي
من الأدوية المضادة للالتهابات البولية وهو من المؤثرات القادرة على قتل العوامل تسبب التهابات المسالك البولية أو منعها من الانتشار.
كما انها تستخدم، عادة بالمشاركة مع أدوية أخرى لعلاج أو منع حدوث إصابات مختلفة في الثروة الحيوانية.

## آلية العمل
السلفادوكسين هو دواء من السلفا، وغالبا ما يستخدم مع البيريميثامين لعلاج الملاريا. ويمكن أيضا أن تستخدم هذا الدواء للوقاية من الملاريا في الناس الذين يقيمون في المكان، أو سوف يسافرون إليه، وحيث تكون هناك فرصة للإصابة بالملاريا. السلفادوكسين يستهدف إنزيم سينثاز البلاسموديوم dihydropteroate والمختزل dihydrofolate.السلفادوكسين يثبط بشكل تنافسي أنزيم dihydropteroate synthase, متداخلا بذلك في اصطناع الفولات.

## التخليق

تخليق السلفادوكسين: